# Liste des monuments historiques protégés en 1942
Cet article recense les monuments historiques français classés ou inscrits en 1942.

## Protections
| Édifice                                                               | Commune                          | Département             | Région                     | Protection | Base Mérimée                         | Coordonnées                        | Image |
| --------------------------------------------------------------------- | -------------------------------- | ----------------------- | -------------------------- | ---------- | ------------------------------------ | ---------------------------------- | ----- |
| Hôtel Marron de Meillonnas                                            | Bourg-en-Bresse                  | Ain                     | Auvergne-Rhône-Alpes       | inscrit    | « PA00116341 », notice no PA00116341 | 46° 12′ 13″ nord, 5° 13′ 28″ est   |       |
| Château de Chavagneux                                                 | Genouilleux                      | Ain                     | Auvergne-Rhône-Alpes       | inscrit    | « PA00116405 », notice no PA00116405 | 46° 07′ 36″ nord, 4° 47′ 51″ est   |       |
| Ancien Hôtel-Dieu (Office du tourisme)                                | Laon                             | Aisne                   | Hauts-de-France            | classé     | « PA00115728 », notice no PA00115728 | 49° 33′ 51″ nord, 3° 37′ 27″ est   |       |
| Hôtel de la Feronnays                                                 | Moulins                          | Allier                  | Auvergne-Rhône-Alpes       | classé     | « PA00093202 », notice no PA00093202 | 46° 34′ 03″ nord, 3° 19′ 52″ est   |       |
| Église Saint-André                                                    | Taxat-Senat                      | Allier                  | Auvergne-Rhône-Alpes       | inscrit    | « PA00093309 », notice no PA00093309 | 46° 12′ 20″ nord, 3° 09′ 23″ est   |       |
| Église Saint-Maurice                                                  | Tronget                          | Allier                  | Auvergne-Rhône-Alpes       | classé     | « PA00093324 », notice no PA00093324 | 46° 25′ 20″ nord, 3° 04′ 03″ est   |       |
| Église Saint-Michel                                                   | Saint-Michel-l'Observatoire      | Alpes-de-Haute-Provence | Provence-Alpes-Côte d'Azur | classé     | « PA00080469 », notice no PA00080469 | 43° 54′ 39″ nord, 5° 42′ 54″ est   |       |
| Chapelle Saint-Antoine                                                | Clans                            | Alpes-Maritimes         | Provence-Alpes-Côte d'Azur | classé     | « PA00080706 », notice no PA00080706 | 43° 59′ 36″ nord, 7° 08′ 47″ est   |       |
| Maison Gibert                                                         | Isola                            | Alpes-Maritimes         | Provence-Alpes-Côte d'Azur | inscrit    | « PA00080748 », notice no PA00080748 | 44° 11′ 17″ nord, 7° 03′ 21″ est   |       |
| Passage voûté de Levens                                               | Levens                           | Alpes-Maritimes         | Provence-Alpes-Côte d'Azur | inscrit    | « PA00080751 », notice no PA00080751 | 43° 51′ 36″ nord, 7° 13′ 32″ est   |       |
| Rempart                                                               | Levens                           | Alpes-Maritimes         | Provence-Alpes-Côte d'Azur | inscrit    | « PA00080752 », notice no PA00080752 | 43° 51′ 34″ nord, 7° 13′ 32″ est   |       |
| Chapelle Notre-Dame-de-Bon-Cœur                                       | Lucéram                          | Alpes-Maritimes         | Provence-Alpes-Côte d'Azur | classé     | « PA00080754 », notice no PA00080754 | 43° 53′ 16″ nord, 7° 21′ 10″ est   |       |
| Rempart                                                               | Mougins                          | Alpes-Maritimes         | Provence-Alpes-Côte d'Azur | inscrit    | « PA00080772 », notice no PA00080772 | 43° 36′ 02″ nord, 6° 59′ 44″ est   |       |
| Église Sainte-Rita de Nice                                            | Nice                             | Alpes-Maritimes         | Provence-Alpes-Côte d'Azur | classé     | « PA00080783 », notice no PA00080783 | 43° 41′ 46″ nord, 7° 16′ 35″ est   |       |
| Place Lascaris                                                        | Peille                           | Alpes-Maritimes         | Provence-Alpes-Côte d'Azur | inscrit    | « PA00080813 », notice no PA00080813 | 43° 48′ 10″ nord, 7° 24′ 10″ est   |       |
| Église Sainte-Pétronille                                              | Roquestéron-Grasse               | Alpes-Maritimes         | Provence-Alpes-Côte d'Azur | inscrit    | « PA00080825 », notice no PA00080825 | 43° 52′ 19″ nord, 7° 00′ 18″ est   |       |
| Église Saint-Rémi d'Avançon                                           | Avançon                          | Ardennes                | Grand Est                  | classé     | « PA00078338 », notice no PA00078338 | 49° 28′ 31″ nord, 4° 14′ 42″ est   |       |
| Immeuble                                                              | Charleville-Mézières             | Ardennes                | Grand Est                  | classé     | « PA00078400 », notice no PA00078400 | 49° 46′ 26″ nord, 4° 43′ 18″ est   |       |
| Immeuble                                                              | Charleville-Mézières             | Ardennes                | Grand Est                  | classé     | « PA00078370 », notice no PA00078370 | 49° 46′ 24″ nord, 4° 43′ 12″ est   |       |
| Immeuble                                                              | Charleville-Mézières             | Ardennes                | Grand Est                  | classé     | « PA00078396 », notice no PA00078396 | 49° 46′ 26″ nord, 4° 43′ 17″ est   |       |
| Immeuble                                                              | Charleville-Mézières             | Ardennes                | Grand Est                  | classé     | « PA00078394 », notice no PA00078394 | 49° 46′ 26″ nord, 4° 43′ 17″ est   |       |
| Immeuble                                                              | Charleville-Mézières             | Ardennes                | Grand Est                  | classé     | « PA00078377 », notice no PA00078377 | 49° 46′ 27″ nord, 4° 43′ 14″ est   |       |
| Immeuble                                                              | Charleville-Mézières             | Ardennes                | Grand Est                  | classé     | « PA00078383 », notice no PA00078383 | 49° 46′ 26″ nord, 4° 43′ 15″ est   |       |
| Immeuble                                                              | Charleville-Mézières             | Ardennes                | Grand Est                  | classé     | « PA00078379 », notice no PA00078379 | 49° 46′ 27″ nord, 4° 43′ 14″ est   |       |
| Immeuble                                                              | Charleville-Mézières             | Ardennes                | Grand Est                  | classé     | « PA00078401 », notice no PA00078401 | 49° 46′ 23″ nord, 4° 43′ 18″ est   |       |
| Immeuble                                                              | Charleville-Mézières             | Ardennes                | Grand Est                  | classé     | « PA00078381 », notice no PA00078381 | 49° 46′ 26″ nord, 4° 43′ 14″ est   |       |
| Immeuble                                                              | Charleville-Mézières             | Ardennes                | Grand Est                  | classé     | « PA00078368 », notice no PA00078368 | 49° 46′ 24″ nord, 4° 43′ 12″ est   |       |
| Immeuble                                                              | Charleville-Mézières             | Ardennes                | Grand Est                  | classé     | « PA00078384 », notice no PA00078384 | 49° 46′ 23″ nord, 4° 43′ 16″ est   |       |
| Immeuble                                                              | Charleville-Mézières             | Ardennes                | Grand Est                  | classé     | « PA00078411 », notice no PA00078411 | 49° 46′ 24″ nord, 4° 43′ 18″ est   |       |
| Hôtel de ville de Charleville-Mézières                                | Charleville-Mézières             | Ardennes                | Grand Est                  | classé     | « PA00078365 », notice no PA00078365 | 49° 46′ 25″ nord, 4° 43′ 11″ est   |       |
| Immeuble                                                              | Charleville-Mézières             | Ardennes                | Grand Est                  | classé     | « PA00078398 », notice no PA00078398 | 49° 46′ 26″ nord, 4° 43′ 18″ est   |       |
| Maisons espagnoles de Mouzon                                          | Mouzon                           | Ardennes                | Grand Est                  | inscrit    | « PA00078473 », notice no PA00078473 | 49° 36′ 18″ nord, 5° 04′ 36″ est   |       |
| Grotte du Mas-d'Azil                                                  | Le Mas-d'Azil                    | Ariège                  | Occitanie                  | classé     | « PA00093817 », notice no PA00093817 | 43° 04′ 07″ nord, 1° 21′ 16″ est   |       |
| Croix de la fontaine Saint-Georges                                    | Étourvy                          | Aube                    | Grand Est                  | classé     | « PA00078110 », notice no PA00078110 | 47° 57′ 21″ nord, 4° 07′ 57″ est   |       |
| Croix de cimetière                                                    | Laubressel                       | Aube                    | Grand Est                  | classé     | « PA00078130 », notice no PA00078130 | 48° 17′ 54″ nord, 4° 12′ 49″ est   |       |
| Église Saint-Parres                                                   | Saint-Parres-aux-Tertres         | Aube                    | Grand Est                  | classé     | « PA00078229 », notice no PA00078229 | 48° 18′ 01″ nord, 4° 07′ 09″ est   |       |
| Pont d'Alet-les-Bains                                                 | Alet-les-Bains                   | Aude                    | Occitanie                  | classé     | « PA00102530 », notice no PA00102530 | 42° 59′ 50″ nord, 2° 15′ 13″ est   |       |
| Église Saint-Pierre                                                   | Armissan                         | Aude                    | Occitanie                  | inscrit    | « PA00102538 », notice no PA00102538 | 43° 11′ 33″ nord, 3° 04′ 47″ est   |       |
| Cité Médiévale                                                        | Carcassonne                      | Aude                    | Occitanie                  | classé     | « PA00102588 », notice no PA00102588 | 43° 12′ 24″ nord, 2° 21′ 49″ est   |       |
| Maison de Montmorency                                                 | Carcassonne                      | Aude                    | Occitanie                  | classé     | « PA00102612 », notice no PA00102612 | 43° 12′ 31″ nord, 2° 22′ 02″ est   |       |
| Tour romane                                                           | Escales                          | Aude                    | Occitanie                  | inscrit    | « PA00102677 », notice no PA00102677 | 43° 13′ 09″ nord, 2° 42′ 13″ est   |       |
| Chapelle de Pépieux                                                   | Pépieux                          | Aude                    | Occitanie                  | inscrit    | « PA00102853 », notice no PA00102853 | 43° 17′ 54″ nord, 2° 40′ 48″ est   |       |
| Aqueduc du Répudre                                                    | Ventenac-en-Minervois            | Aude                    | Occitanie                  | inscrit    | « PA00102915 », notice no PA00102915 | 43° 15′ 16″ nord, 2° 50′ 25″ est   |       |
| Église Saint-Blaise                                                   | Aubin                            | Aveyron                 | Occitanie                  | classé     | « PA00093957 », notice no PA00093957 | 44° 31′ 37″ nord, 2° 14′ 30″ est   |       |
| Château de Bournazel                                                  | Bournazel                        | Aveyron                 | Occitanie                  | classé     | « PA00093969 », notice no PA00093969 | 44° 27′ 35″ nord, 2° 17′ 57″ est   |       |
| Église Saint-Jean de Saint-Affrique-du-Causse                         | Gabriac                          | Aveyron                 | Occitanie                  | classé     | « PA00094031 », notice no PA00094031 | 44° 28′ 02″ nord, 2° 48′ 10″ est   |       |
| Église Sainte-Marie-des-Cuns                                          | Nant                             | Aveyron                 | Occitanie                  | classé     | « PA00094088 », notice no PA00094088 | 44° 02′ 16″ nord, 3° 17′ 26″ est   |       |
| Haras national (ancienne chartreuse)                                  | Rodez                            | Aveyron                 | Occitanie                  | inscrit    | « PA00094109 », notice no PA00094109 | 44° 21′ 09″ nord, 2° 33′ 44″ est   |       |
| Église Saint-Austremoine                                              | Salles-la-Source                 | Aveyron                 | Occitanie                  | classé     | « PA00094178 », notice no PA00094178 | 44° 26′ 58″ nord, 2° 29′ 37″ est   |       |
| Palais archiépiscopal                                                 | Aix-en-Provence                  | Bouches-du-Rhône        | Provence-Alpes-Côte d'Azur | classé     | « PA00080973 », notice no PA00080973 | 43° 31′ 53″ nord, 5° 26′ 52″ est   |       |
| Chapelle des Pénitents Bleus                                          | Aix-en-Provence                  | Bouches-du-Rhône        | Provence-Alpes-Côte d'Azur | inscrit    | « PA00080985 », notice no PA00080985 | 43° 31′ 53″ nord, 5° 26′ 47″ est   |       |
| Maison André                                                          | Aix-en-Provence                  | Bouches-du-Rhône        | Provence-Alpes-Côte d'Azur | inscrit    | « PA00081068 », notice no PA00081068 | 43° 31′ 36″ nord, 5° 26′ 56″ est   |       |
| Enclos des Décormis                                                   | Aix-en-Provence                  | Bouches-du-Rhône        | Provence-Alpes-Côte d'Azur | inscrit    | « PA00081067 », notice no PA00081067 | 43° 30′ 48″ nord, 5° 26′ 41″ est   |       |
| Hôtel de ville avec le beffroi et le Palais des Podestats             | Arles                            | Bouches-du-Rhône        | Provence-Alpes-Côte d'Azur | classé     | « PA00081155 », notice no PA00081155 | 43° 40′ 36″ nord, 4° 37′ 39″ est   |       |
| Chapelle de la Genouillade                                            | Arles                            | Bouches-du-Rhône        | Provence-Alpes-Côte d'Azur | classé     | « PA00081123 », notice no PA00081123 | 43° 40′ 22″ nord, 4° 38′ 26″ est   |       |
| Ancien moulin à huile                                                 | Eygalières                       | Bouches-du-Rhône        | Provence-Alpes-Côte d'Azur | inscrit    | « PA00081248 », notice no PA00081248 | 43° 45′ 48″ nord, 4° 56′ 53″ est   |       |
| Croix de cimetière                                                    | Eygalières                       | Bouches-du-Rhône        | Provence-Alpes-Côte d'Azur | classé     | « PA00081244 », notice no PA00081244 | 43° 45′ 44″ nord, 4° 56′ 39″ est   |       |
| Chapelle Saint-Sulpice                                                | Istres                           | Bouches-du-Rhône        | Provence-Alpes-Côte d'Azur | inscrit    | « PA00081287 », notice no PA00081287 | 43° 31′ 00″ nord, 4° 59′ 11″ est   |       |
| Borne milliaire de Caseneuve                                          | Lançon-Provence                  | Bouches-du-Rhône        | Provence-Alpes-Côte d'Azur | classé     | « PA00081309 », notice no PA00081309 | 43° 35′ 51″ nord, 5° 12′ 33″ est   |       |
| Fontaine du Pélican                                                   | Pélissanne                       | Bouches-du-Rhône        | Provence-Alpes-Côte d'Azur | classé     | « PA00081401 », notice no PA00081401 | 43° 37′ 49″ nord, 5° 08′ 58″ est   |       |
| Château de Peyrolles-en-Provence                                      | Peyrolles-en-Provence            | Bouches-du-Rhône        | Provence-Alpes-Côte d'Azur | inscrit    | « PA00081409 », notice no PA00081409 | 43° 38′ 54″ nord, 5° 35′ 01″ est   |       |
| Tour Saint-Louis                                                      | Port-Saint-Louis-du-Rhône        | Bouches-du-Rhône        | Provence-Alpes-Côte d'Azur | inscrit    | « PA00081411 », notice no PA00081411 | 43° 23′ 04″ nord, 4° 48′ 19″ est   |       |
| Maison (détruite)                                                     | Tarascon                         | Bouches-du-Rhône        | Provence-Alpes-Côte d'Azur | inscrit    | « PA00081479 », notice no PA00081479 | 43° 48′ 19″ nord, 4° 39′ 24″ est   |       |
| Manoir de Colomby-sur-Thaon                                           | Colomby-sur-Thaon                | Calvados                | Normandie                  | classé     | « PA00111237 », notice no PA00111237 | 49° 15′ 56″ nord, 0° 24′ 54″ ouest |       |
| Église abbatiale                                                      | Aurillac                         | Cantal                  | Auvergne-Rhône-Alpes       | classé     | « PA00093448 », notice no PA00093448 | 44° 55′ 54″ nord, 2° 26′ 53″ est   |       |
| Abbaye Notre-Dame-de-l'Assomption                                     | Montsalvy                        | Cantal                  | Auvergne-Rhône-Alpes       | inscrit    | « PA00093554 », notice no PA00093554 | 44° 42′ 25″ nord, 2° 30′ 03″ est   |       |
| Prieuré Notre-Dame de Lanville                                        | Marcillac-Lanville               | Charente                | Nouvelle-Aquitaine         | classé     | « PA00104411 », notice no PA00104411 | 45° 51′ 20″ nord, 0° 00′ 46″ est   |       |
| Église Saint-Étienne d'Olérat                                         | La Rochefoucauld                 | Charente                | Nouvelle-Aquitaine         | inscrit    | « PA00104470 », notice no PA00104470 | 45° 43′ 43″ nord, 0° 22′ 58″ est   |       |
| Château de Jonzac                                                     | Jonzac                           | Charente-Maritime       | Nouvelle-Aquitaine         | inscrit    | « PA00104777 », notice no PA00104777 | 45° 26′ 44″ nord, 0° 25′ 52″ ouest |       |
| Château de Chatenet                                                   | Rétaud                           | Charente-Maritime       | Nouvelle-Aquitaine         | classé     | « PA00104856 », notice no PA00104856 | 45° 39′ 53″ nord, 0° 45′ 08″ ouest |       |
| Maison                                                                | La Rochelle                      | Charente-Maritime       | Nouvelle-Aquitaine         | inscrit    | « PA00105035 », notice no PA00105035 | 46° 09′ 40″ nord, 1° 09′ 00″ ouest |       |
| Maison                                                                | La Rochelle                      | Charente-Maritime       | Nouvelle-Aquitaine         | inscrit    | « PA00105036 », notice no PA00105036 | 46° 09′ 40″ nord, 1° 09′ 00″ ouest |       |
| Hôtel de Hausen                                                       | Saint-Jean-d'Angély              | Charente-Maritime       | Nouvelle-Aquitaine         | inscrit    | « PA00105182 », notice no PA00105182 | 45° 56′ 32″ nord, 0° 31′ 17″ ouest |       |
| Château de Bois-Bouzon                                                | Farges-en-Septaine               | Cher                    | Centre-Val de Loire        | inscrit    | « PA00096798 », notice no PA00096798 | 47° 04′ 20″ nord, 2° 39′ 44″ est   |       |
| Église Saint-Nicolas                                                  | Châtillon-sur-Seine              | Côte-d'Or               | Bourgogne-Franche-Comté    | classé     | « PA00112193 », notice no PA00112193 | 47° 51′ 26″ nord, 4° 34′ 23″ est   |       |
| Reposoir                                                              | Commarin                         | Côte-d'Or               | Bourgogne-Franche-Comté    | classé     | « PA00112223 », notice no PA00112223 | 47° 15′ 28″ nord, 4° 38′ 48″ est   |       |
| Hôtel Saint-Père                                                      | Dijon                            | Côte-d'Or               | Bourgogne-Franche-Comté    | inscrit    | « PA00112325 », notice no PA00112325 | 47° 19′ 27″ nord, 5° 02′ 20″ est   |       |
| Colombier de Marsannay-la-Côte                                        | Marsannay-la-Côte                | Côte-d'Or               | Bourgogne-Franche-Comté    | inscrit    | « PA00112531 », notice no PA00112531 | 47° 16′ 11″ nord, 4° 59′ 29″ est   |       |
| Chapelle Saint-Gonéry et cimetière                                    | Plougrescant                     | Côtes-d'Armor           | Bretagne                   | classé     | « PA00089481 », notice no PA00089481 | 48° 50′ 29″ nord, 3° 13′ 42″ ouest |       |
| Église de l'Assomption-de-la-Très-Sainte-Vierge de Soubrebost         | Soubrebost                       | Creuse                  | Nouvelle-Aquitaine         | classé     | « PA00100203 », notice no PA00100203 | 45° 57′ 28″ nord, 1° 50′ 36″ est   |       |
| Église Saint-Martin de Vallière                                       | Vallière                         | Creuse                  | Nouvelle-Aquitaine         | inscrit    | « PA00100215 », notice no PA00100215 | 45° 54′ 24″ nord, 2° 02′ 07″ est   |       |
| Église Saint-Pierre-ès-Liens de Vidaillat                             | Vidaillat                        | Creuse                  | Nouvelle-Aquitaine         | inscrit    | « PA00100218 », notice no PA00100218 | 45° 57′ 29″ nord, 1° 54′ 24″ est   |       |
| Halle de Domme                                                        | Domme                            | Dordogne                | Nouvelle-Aquitaine         | inscrit    | « PA00082518 », notice no PA00082518 | 44° 48′ 11″ nord, 1° 12′ 51″ est   |       |
| Château de Lanquais                                                   | Lanquais                         | Dordogne                | Nouvelle-Aquitaine         | classé     | « PA00082605 », notice no PA00082605 | 44° 49′ 08″ nord, 0° 40′ 27″ est   |       |
| Grange de Lanquais                                                    | Lanquais                         | Dordogne                | Nouvelle-Aquitaine         | inscrit    | « PA00082607 », notice no PA00082607 | 44° 49′ 13″ nord, 0° 40′ 24″ est   |       |
| Château-Haut (Lisle)                                                  | Lisle                            | Dordogne                | Nouvelle-Aquitaine         | inscrit    | « PA00082619 », notice no PA00082619 | 45° 16′ 47″ nord, 0° 32′ 52″ est   |       |
| Église Saint-Pierre-ès-Liens                                          | Montignac-Lascaux                | Dordogne                | Nouvelle-Aquitaine         | inscrit    | « PA00082693 », notice no PA00082693 | 45° 03′ 59″ nord, 1° 09′ 45″ est   |       |
| Citadelle gallo-romaine de Vésone (porte romaine dite porte Normande) | Périgueux                        | Dordogne                | Nouvelle-Aquitaine         | classé     | « PA00082727 », notice no PA00082727 | 45° 10′ 56″ nord, 0° 42′ 44″ est   |       |
| Cimetière                                                             | Saint-Léon-sur-Vézère            | Dordogne                | Nouvelle-Aquitaine         | classé     | « PA00082859 », notice no PA00082859 | 45° 00′ 37″ nord, 1° 05′ 36″ est   |       |
| Église Saint-Léonce                                                   | Saint-Léon-sur-Vézère            | Dordogne                | Nouvelle-Aquitaine         | classé     | « PA00082860 », notice no PA00082860 | 45° 00′ 35″ nord, 1° 05′ 17″ est   |       |
| Église Saint-Martial                                                  | Saint-Martial-de-Valette         | Dordogne                | Nouvelle-Aquitaine         | inscrit    | « PA00082867 », notice no PA00082867 | 45° 31′ 05″ nord, 0° 38′ 57″ est   |       |
| Église Saint-Martin                                                   | Saint-Martin-le-Pin              | Dordogne                | Nouvelle-Aquitaine         | inscrit    | « PA00082872 », notice no PA00082872 | 45° 33′ 20″ nord, 0° 36′ 44″ est   |       |
| Grotte de Gabillou, ou de las Agnelas                                 | Sourzac                          | Dordogne                | Nouvelle-Aquitaine         | classé     | « PA00083008 », notice no PA00083008 | 45° 02′ 24″ nord, 0° 22′ 51″ est   |       |
| Prieuré de Lieu-Dieu                                                  | Abbans-Dessous                   | Doubs                   | Bourgogne-Franche-Comté    | inscrit    | « PA00101434 », notice no PA00101434 | 47° 08′ 21″ nord, 5° 52′ 41″ est   |       |
| Petit Hôtel Chassignet                                                | Besançon                         | Doubs                   | Bourgogne-Franche-Comté    | inscrit    | « PA00101490 », notice no PA00101490 | 47° 14′ 16″ nord, 6° 01′ 18″ est   |       |
| Maison                                                                | Besançon                         | Doubs                   | Bourgogne-Franche-Comté    | inscrit    | « PA00101545 », notice no PA00101545 | 47° 14′ 05″ nord, 6° 01′ 45″ est   |       |
| Hôtel Fleury de Villayer                                              | Besançon                         | Doubs                   | Bourgogne-Franche-Comté    | inscrit    | « PA00101495 », notice no PA00101495 | 47° 13′ 57″ nord, 6° 01′ 30″ est   |       |
| Hôtel Boistouset                                                      | Besançon                         | Doubs                   | Bourgogne-Franche-Comté    | inscrit    | « PA00101484 », notice no PA00101484 | 47° 14′ 03″ nord, 6° 01′ 49″ est   |       |
| Immeuble                                                              | Besançon                         | Doubs                   | Bourgogne-Franche-Comté    | inscrit    | « PA00101518 », notice no PA00101518 | 47° 14′ 15″ nord, 6° 01′ 37″ est   |       |
| Maison                                                                | Besançon                         | Doubs                   | Bourgogne-Franche-Comté    | inscrit    | « PA00101564 », notice no PA00101564 | 47° 14′ 05″ nord, 6° 01′ 57″ est   |       |
| Maison                                                                | Besançon                         | Doubs                   | Bourgogne-Franche-Comté    | inscrit    | « PA00101566 », notice no PA00101566 | 47° 14′ 04″ nord, 6° 01′ 59″ est   |       |
| Abbaye Saint-Paul de Besançon                                         | Besançon                         | Doubs                   | Bourgogne-Franche-Comté    | classé     | « PA00101453 », notice no PA00101453 | 47° 14′ 21″ nord, 6° 01′ 45″ est   |       |
| Tour de Bregille                                                      | Besançon                         | Doubs                   | Bourgogne-Franche-Comté    | classé     | « PA00101467 », notice no PA00101467 | 47° 14′ 15″ nord, 6° 01′ 58″ est   |       |
| Immeuble                                                              | Besançon                         | Doubs                   | Bourgogne-Franche-Comté    | inscrit    | « PA00101516 », notice no PA00101516 | 47° 14′ 12″ nord, 6° 01′ 32″ est   |       |
| Maison                                                                | Besançon                         | Doubs                   | Bourgogne-Franche-Comté    | inscrit    | « PA00101540 », notice no PA00101540 | 47° 14′ 07″ nord, 6° 01′ 42″ est   |       |
| Remparts de Vauban                                                    | Besançon                         | Doubs                   | Bourgogne-Franche-Comté    | classé     | « PA00101608 », notice no PA00101608 |                                    |       |
| Hôtel Gauthiot d'Ancier                                               | Besançon                         | Doubs                   | Bourgogne-Franche-Comté    | inscrit    | « PA00101496 », notice no PA00101496 | 47° 14′ 21″ nord, 6° 01′ 19″ est   |       |
| Hôtel de Mesmay                                                       | Besançon                         | Doubs                   | Bourgogne-Franche-Comté    | inscrit    | « PA00101502 », notice no PA00101502 | 47° 14′ 15″ nord, 6° 01′ 34″ est   |       |
| Hôtel Petit de Marivat                                                | Besançon                         | Doubs                   | Bourgogne-Franche-Comté    | inscrit    | « PA00101505 », notice no PA00101505 | 47° 14′ 10″ nord, 6° 01′ 44″ est   |       |
| Immeuble                                                              | Besançon                         | Doubs                   | Bourgogne-Franche-Comté    | inscrit    | « PA00101511 », notice no PA00101511 | 47° 14′ 20″ nord, 6° 01′ 03″ est   |       |
| Maison natale de Victor Hugo                                          | Besançon                         | Doubs                   | Bourgogne-Franche-Comté    | inscrit    | « PA00101544 », notice no PA00101544 | 47° 14′ 05″ nord, 6° 01′ 45″ est   |       |
| Église des Dames de Battant                                           | Besançon                         | Doubs                   | Bourgogne-Franche-Comté    | inscrit    | « PA00101469 », notice no PA00101469 | 47° 14′ 17″ nord, 6° 01′ 35″ est   |       |
| Église Saint-Pierre                                                   | Besançon                         | Doubs                   | Bourgogne-Franche-Comté    | classé     | « PA00101473 », notice no PA00101473 | 47° 14′ 17″ nord, 6° 01′ 28″ est   |       |
| Citadelle                                                             | Besançon                         | Doubs                   | Bourgogne-Franche-Comté    | classé     | « PA00101466 », notice no PA00101466 | 47° 13′ 53″ nord, 6° 01′ 57″ est   |       |
| Collège Victor-Hugo                                                   | Besançon                         | Doubs                   | Bourgogne-Franche-Comté    | classé     | « PA00101471 », notice no PA00101471 | 47° 14′ 14″ nord, 6° 01′ 13″ est   |       |
| Maison                                                                | Besançon                         | Doubs                   | Bourgogne-Franche-Comté    | inscrit    | « PA00101523 », notice no PA00101523 | 47° 14′ 21″ nord, 6° 01′ 05″ est   |       |
| Maison                                                                | Besançon                         | Doubs                   | Bourgogne-Franche-Comté    | inscrit    | « PA00101524 », notice no PA00101524 | 47° 14′ 20″ nord, 6° 01′ 04″ est   |       |
| Maison                                                                | Besançon                         | Doubs                   | Bourgogne-Franche-Comté    | inscrit    | « PA00101563 », notice no PA00101563 | 47° 14′ 06″ nord, 6° 01′ 55″ est   |       |
| Maisons                                                               | Besançon                         | Doubs                   | Bourgogne-Franche-Comté    | inscrit    | « PA00101567 », notice no PA00101567 | 47° 14′ 20″ nord, 6° 01′ 04″ est   |       |
| Tour de la Pelote                                                     | Besançon                         | Doubs                   | Bourgogne-Franche-Comté    | classé     | « PA00101612 », notice no PA00101612 | 47° 14′ 33″ nord, 6° 01′ 26″ est   |       |
| Collégiale Saint-Barnard                                              | Romans-sur-Isère                 | Drôme                   | Auvergne-Rhône-Alpes       | classé     | « PA00117029 », notice no PA00117029 | 45° 02′ 33″ nord, 5° 02′ 58″ est   |       |
| Pyramide de Juvisy-sur-Orge                                           | Juvisy-sur-Orge                  | Essonne                 | Île-de-France              | classé     | « PA00087930 », notice no PA00087930 | 48° 41′ 54″ nord, 2° 22′ 20″ est   |       |
| Manoir du Bois-Baril                                                  | La Barre-en-Ouche                | Eure                    | Normandie                  | classé     | « PA00099319 », notice no PA00099319 | 48° 55′ 50″ nord, 0° 38′ 37″ est   |       |
| Abbaye Notre-Dame de Bonport                                          | Pont-de-l'Arche                  | Eure                    | Normandie                  | classé     | « PA00099519 », notice no PA00099519 | 49° 18′ 23″ nord, 1° 08′ 04″ est   |       |
| Église Saint-Martin, Bailleau-sous-Gallardon                          | Bailleau-Armenonville            | Eure-et-Loir            | Centre-Val de Loire        | classé     | « PA00096964 », notice no PA00096964 | 48° 31′ 54″ nord, 1° 39′ 12″ est   |       |
| Église Saint-Pierre                                                   | Épernon                          | Eure-et-Loir            | Centre-Val de Loire        | classé     | « PA00097102 », notice no PA00097102 | 48° 36′ 35″ nord, 1° 40′ 39″ est   |       |
| Calvaire de Créhen                                                    | Plovan                           | Finistère               | Bretagne                   | inscrit    | « PA00090274 », notice no PA00090274 | 47° 57′ 00″ nord, 4° 21′ 14″ ouest |       |
| Calvaire de Nizon                                                     | Pont-Aven                        | Finistère               | Bretagne                   | classé     | « PA00090287 », notice no PA00090287 | 47° 51′ 49″ nord, 3° 46′ 04″ ouest |       |
| Hôtel Fermineau                                                       | Beaucaire                        | Gard                    | Occitanie                  | inscrit    | « PA00103011 », notice no PA00103011 | 43° 48′ 25″ nord, 4° 38′ 37″ est   |       |
| Collégiale Notre-Dame-des-Pommiers                                    | Beaucaire                        | Gard                    | Occitanie                  | classé     | « PA00102983 », notice no PA00102983 | 43° 48′ 30″ nord, 4° 38′ 36″ est   |       |
| Château du Tauzia                                                     | Maignaut-Tauzia                  | Gers                    | Occitanie                  | inscrit    | « PA00094852 », notice no PA00094852 | 43° 53′ 39″ nord, 0° 23′ 20″ est   |       |
| Château de Balarin                                                    | Montréal                         | Gers                    | Occitanie                  | inscrit    | « PA00094874 », notice no PA00094874 | 43° 57′ 53″ nord, 0° 15′ 02″ est   |       |
| Château d'Orbessan                                                    | Orbessan                         | Gers                    | Occitanie                  | inscrit    | « PA00094883 », notice no PA00094883 | 43° 32′ 33″ nord, 0° 36′ 32″ est   |       |
| Église Saint-Christophe de Saint-Christaud                            | Saint-Christaud                  | Gers                    | Occitanie                  | classé     | « PA00094911 », notice no PA00094911 | 43° 31′ 47″ nord, 0° 15′ 42″ est   |       |
| Palais de la Bourse                                                   | Bordeaux                         | Gironde                 | Nouvelle-Aquitaine         | classé     | « PA00083191 », notice no PA00083191 | 44° 50′ 32″ nord, 0° 34′ 13″ ouest |       |
| Immeuble                                                              | Bordeaux                         | Gironde                 | Nouvelle-Aquitaine         | inscrit    | « PA00083251 », notice no PA00083251 | 44° 51′ 20″ nord, 0° 33′ 50″ ouest |       |
| Maison de Pardailhan                                                  | Noé                              | Haute-Garonne           | Occitanie                  | classé     | « PA00094409 », notice no PA00094409 | 43° 21′ 17″ nord, 1° 16′ 27″ est   |       |
| Église Saint-Maurice-de-Roche de Roche-en-Régnier                     | Roche-en-Régnier                 | Haute-Loire             | Auvergne-Rhône-Alpes       | classé     | « PA00092819 », notice no PA00092819 | 45° 13′ 17″ nord, 3° 56′ 27″ est   |       |
| Église Saint-Rémi de Changey                                          | Changey                          | Haute-Marne             | Grand Est                  | inscrit    | « PA00078994 », notice no PA00078994 | 47° 55′ 34″ nord, 5° 23′ 07″ est   |       |
| Immeuble                                                              | Chaumont                         | Haute-Marne             | Grand Est                  | inscrit    | « PA00079021 », notice no PA00079021 | 48° 06′ 44″ nord, 5° 08′ 24″ est   |       |
| Immeuble                                                              | Chaumont                         | Haute-Marne             | Grand Est                  | inscrit    | « PA00079024 », notice no PA00079024 | 48° 06′ 42″ nord, 5° 08′ 21″ est   |       |
| Immeuble                                                              | Chaumont                         | Haute-Marne             | Grand Est                  | inscrit    | « PA00079020 », notice no PA00079020 | 48° 06′ 44″ nord, 5° 08′ 23″ est   |       |
| Hôtel                                                                 | Chaumont                         | Haute-Marne             | Grand Est                  | classé     | « PA00079018 », notice no PA00079018 | 48° 06′ 49″ nord, 5° 08′ 23″ est   |       |
| Maison                                                                | Chaumont                         | Haute-Marne             | Grand Est                  | inscrit    | « PA00079025 », notice no PA00079025 | 48° 06′ 47″ nord, 5° 08′ 20″ est   |       |
| Hôtel                                                                 | Chaumont                         | Haute-Marne             | Grand Est                  | classé     | « PA00079017 », notice no PA00079017 | 48° 06′ 49″ nord, 5° 08′ 23″ est   |       |
| Église Notre-Dame-de-la-Nativité de Fayl-Billot                       | Fayl-Billot                      | Haute-Marne             | Grand Est                  | classé     | « PA00079058 », notice no PA00079058 | 47° 46′ 48″ nord, 5° 35′ 50″ est   |       |
| Poncelot                                                              | Joinville                        | Haute-Marne             | Grand Est                  | inscrit    | « PA00079082 », notice no PA00079082 | 48° 26′ 38″ nord, 5° 08′ 23″ est   |       |
| Maison                                                                | Joinville                        | Haute-Marne             | Grand Est                  | inscrit    | « PA00079081 », notice no PA00079081 | 48° 26′ 30″ nord, 5° 08′ 20″ est   |       |
| Fontaine de Fresnoy                                                   | Parnoy-en-Bassigny               | Haute-Marne             | Grand Est                  | inscrit    | « PA00079178 », notice no PA00079178 | 48° 02′ 27″ nord, 5° 39′ 35″ est   |       |
| Maison Joly-Catel                                                     | Serqueux                         | Haute-Marne             | Grand Est                  | inscrit    | « PA00079241 », notice no PA00079241 | 47° 59′ 30″ nord, 5° 44′ 13″ est   |       |
| Maison Baude                                                          | Serqueux                         | Haute-Marne             | Grand Est                  | inscrit    | « PA00079240 », notice no PA00079240 | 47° 59′ 33″ nord, 5° 44′ 19″ est   |       |
| Maison                                                                | Gray                             | Haute-Saône             | Bourgogne-Franche-Comté    | inscrit    | « PA00102186 », notice no PA00102186 | 47° 26′ 42″ nord, 5° 35′ 28″ est   |       |
| Établissement thermal de Luxeuil-les-Bains                            | Luxeuil-les-Bains                | Haute-Saône             | Bourgogne-Franche-Comté    | classé     | « PA00102203 », notice no PA00102203 | 47° 49′ 15″ nord, 6° 22′ 35″ est   |       |
| Hôtel Favre                                                           | Annecy                           | Haute-Savoie            | Auvergne-Rhône-Alpes       | inscrit    | « PA00118349 », notice no PA00118349 | 45° 53′ 55″ nord, 6° 07′ 27″ est   |       |
| Colonne de Charles-Félix                                              | Bonneville                       | Haute-Savoie            | Auvergne-Rhône-Alpes       | inscrit    | « PA00118365 », notice no PA00118365 | 46° 04′ 32″ nord, 6° 24′ 20″ est   |       |
| Fontaine de Bonneville                                                | Bonneville                       | Haute-Savoie            | Auvergne-Rhône-Alpes       | inscrit    | « PA00118366 », notice no PA00118366 | 46° 04′ 39″ nord, 6° 24′ 32″ est   |       |
| Fontaine de Thonon-les-Bains                                          | Thonon-les-Bains                 | Haute-Savoie            | Auvergne-Rhône-Alpes       | classé     | « PA00118459 », notice no PA00118459 | 46° 22′ 23″ nord, 6° 28′ 41″ est   |       |
| Château de Ripaille et chartreuse de l'Annonciade-delà-les-Monts      | Thonon-les-Bains                 | Haute-Savoie            | Auvergne-Rhône-Alpes       | inscrit    | « PA00118454 », notice no PA00118454 | 46° 23′ 17″ nord, 6° 29′ 12″ est   |       |
| Tour d'Aucun                                                          | Aucun                            | Hautes-Pyrénées         | Occitanie                  | inscrit    | « PA00095327 », notice no PA00095327 | 42° 58′ 27″ nord, 0° 11′ 30″ ouest |       |
| Église Saint-Martin de Geu                                            | Geu                              | Hautes-Pyrénées         | Occitanie                  | inscrit    | « PA00095375 », notice no PA00095375 | 43° 02′ 28″ nord, 0° 03′ 03″ ouest |       |
| Église Saint-Pierre de Nestalas                                       | Pierrefitte-Nestalas             | Hautes-Pyrénées         | Occitanie                  | inscrit    | « PA00095408 », notice no PA00095408 | 42° 57′ 40″ nord, 0° 04′ 22″ ouest |       |
| Église Saint-André de Soulom                                          | Soulom                           | Hautes-Pyrénées         | Occitanie                  | inscrit    | « PA00095425 », notice no PA00095425 | 42° 57′ 24″ nord, 0° 04′ 29″ ouest |       |
| Château de Malmaison                                                  | Rueil-Malmaison                  | Hauts-de-Seine          | Île-de-France              | inscrit    | « PA00088170 », notice no PA00088170 | 48° 52′ 15″ nord, 2° 10′ 01″ est   |       |
| Fontaine du Roi                                                       | Ville-d'Avray                    | Hauts-de-Seine          | Île-de-France              | classé     | « PA00088163 », notice no PA00088163 | 48° 49′ 40″ nord, 2° 11′ 20″ est   |       |
| Château de Montlaur                                                   | Montaud                          | Hérault                 | Occitanie                  | inscrit    | « PA00103516 », notice no PA00103516 | 43° 45′ 15″ nord, 3° 58′ 15″ est   |       |
| Hôtel de Fourques                                                     | Montpellier                      | Hérault                 | Occitanie                  | inscrit    | « PA00103563 », notice no PA00103563 | 43° 36′ 29″ nord, 3° 52′ 40″ est   |       |
| Château de la Piscine                                                 | Montpellier                      | Hérault                 | Occitanie                  | classé     | « PA00103524 », notice no PA00103524 | 43° 36′ 44″ nord, 3° 50′ 29″ est   |       |
| Château de Lauzières                                                  | Octon                            | Hérault                 | Occitanie                  | inscrit    | « PA00103622 », notice no PA00103622 | 43° 39′ 41″ nord, 3° 17′ 36″ est   |       |
| Prieuré de Dinard                                                     | Dinard                           | Ille-et-Vilaine         | Bretagne                   | inscrit    | « PA00090543 », notice no PA00090543 | 48° 37′ 32″ nord, 2° 03′ 15″ ouest |       |
| Pont de Pont-Réan                                                     | Bruz / Guichen                   | Ille-et-Vilaine         | Bretagne                   | inscrit    | « PA00090597 », notice no PA00090597 | 48° 00′ 10″ nord, 1° 46′ 31″ ouest |       |
| Chapelle Notre-Dame-de-Lannelou                                       | Montauban-de-Bretagne            | Ille-et-Vilaine         | Bretagne                   | classé     | « PA00090634 », notice no PA00090634 | 48° 13′ 22″ nord, 2° 06′ 19″ ouest |       |
| Immeuble                                                              | Rennes                           | Ille-et-Vilaine         | Bretagne                   | inscrit    | « PA00090721 », notice no PA00090721 | 48° 06′ 41″ nord, 1° 40′ 58″ ouest |       |
| Maison des Chevaliers du Saint-Esprit                                 | Rennes                           | Ille-et-Vilaine         | Bretagne                   | inscrit    | « PA00090744 », notice no PA00090744 | 48° 06′ 42″ nord, 1° 40′ 57″ ouest |       |
| Hôtel du Bouexic de Pinieuc                                           | Rennes                           | Ille-et-Vilaine         | Bretagne                   | inscrit    | « PA00090688 », notice no PA00090688 | 48° 06′ 42″ nord, 1° 41′ 05″ ouest |       |
| Maison de la Prévôté                                                  | Rennes                           | Ille-et-Vilaine         | Bretagne                   | inscrit    | « PA00090722 », notice no PA00090722 | 48° 06′ 42″ nord, 1° 40′ 58″ ouest |       |
| Place du Parlement-de-Bretagne                                        | Rennes                           | Ille-et-Vilaine         | Bretagne                   | classé     | « PA00090752 », notice no PA00090752 | 48° 06′ 43″ nord, 1° 40′ 40″ ouest |       |
| Immeuble                                                              | Rennes                           | Ille-et-Vilaine         | Bretagne                   | inscrit    | « PA00090720 », notice no PA00090720 | 48° 06′ 41″ nord, 1° 40′ 58″ ouest |       |
| Immeuble                                                              | Rennes                           | Ille-et-Vilaine         | Bretagne                   | classé     | « PA00090732 », notice no PA00090732 | 48° 06′ 45″ nord, 1° 40′ 42″ ouest |       |
| Maison                                                                | Rennes                           | Ille-et-Vilaine         | Bretagne                   | inscrit    | « PA00090733 », notice no PA00090733 | 48° 06′ 53″ nord, 1° 40′ 23″ ouest |       |
| Ancienne manécanterie Saint-Pierre ou Maison Saint-Pierre             | Rennes                           | Ille-et-Vilaine         | Bretagne                   | inscrit    | « PA00090750 », notice no PA00090750 | 48° 06′ 41″ nord, 1° 40′ 58″ ouest |       |
| Immeuble                                                              | Rennes                           | Ille-et-Vilaine         | Bretagne                   | classé     | « PA00090707 », notice no PA00090707 | 48° 06′ 45″ nord, 1° 40′ 38″ ouest |       |
| Maison                                                                | Rennes                           | Ille-et-Vilaine         | Bretagne                   | inscrit    | « PA00090745 », notice no PA00090745 | 48° 06′ 53″ nord, 1° 40′ 23″ ouest |       |
| Maison                                                                | Rennes                           | Ille-et-Vilaine         | Bretagne                   | inscrit    | « PA00090746 », notice no PA00090746 | 48° 06′ 53″ nord, 1° 40′ 23″ ouest |       |
| Basilique Saint-Sauveur                                               | Rennes                           | Ille-et-Vilaine         | Bretagne                   | inscrit    | « PA00090673 », notice no PA00090673 | 48° 06′ 42″ nord, 1° 40′ 54″ ouest |       |
| Hôtel de Cintré                                                       | Rennes                           | Ille-et-Vilaine         | Bretagne                   | inscrit    | « PA00090691 », notice no PA00090691 | 48° 06′ 43″ nord, 1° 40′ 58″ ouest |       |
| Maison                                                                | Saint-Malo                       | Ille-et-Vilaine         | Bretagne                   | inscrit    | « PA00090823 », notice no PA00090823 | 48° 38′ 48″ nord, 2° 01′ 27″ ouest |       |
| Maison                                                                | Saint-Malo                       | Ille-et-Vilaine         | Bretagne                   | inscrit    | « PA00090848 », notice no PA00090848 | 48° 38′ 47″ nord, 2° 01′ 32″ ouest |       |
| Maison                                                                | Saint-Malo                       | Ille-et-Vilaine         | Bretagne                   | inscrit    | « PA00090850 », notice no PA00090850 | 48° 38′ 47″ nord, 2° 01′ 34″ ouest |       |
| Hôtel Hay                                                             | Saint-Malo                       | Ille-et-Vilaine         | Bretagne                   | inscrit    | « PA00090817 », notice no PA00090817 | 48° 39′ 01″ nord, 2° 01′ 25″ ouest |       |
| Hôtel Blaize de Maisonneuve                                           | Saint-Malo                       | Ille-et-Vilaine         | Bretagne                   | inscrit    | « PA00090847 », notice no PA00090847 | 48° 38′ 47″ nord, 2° 01′ 30″ ouest |       |
| Maison                                                                | Saint-Malo                       | Ille-et-Vilaine         | Bretagne                   | inscrit    | « PA00090861 », notice no PA00090861 | 48° 38′ 46″ nord, 2° 01′ 36″ ouest |       |
| Maison                                                                | Saint-Malo                       | Ille-et-Vilaine         | Bretagne                   | inscrit    | « PA00090864 », notice no PA00090864 | 48° 38′ 46″ nord, 2° 01′ 38″ ouest |       |
| Maison                                                                | Saint-Malo                       | Ille-et-Vilaine         | Bretagne                   | inscrit    | « PA00090827 », notice no PA00090827 | 48° 39′ 02″ nord, 2° 01′ 25″ ouest |       |
| Hôtel de la Sauldre                                                   | Saint-Malo                       | Ille-et-Vilaine         | Bretagne                   | inscrit    | « PA00090833 », notice no PA00090833 | 48° 38′ 48″ nord, 2° 01′ 29″ ouest |       |
| Maison                                                                | Saint-Malo                       | Ille-et-Vilaine         | Bretagne                   | inscrit    | « PA00090846 », notice no PA00090846 | 48° 38′ 48″ nord, 2° 01′ 28″ ouest |       |
| Maison                                                                | Saint-Malo                       | Ille-et-Vilaine         | Bretagne                   | inscrit    | « PA00090849 », notice no PA00090849 | 48° 38′ 47″ nord, 2° 01′ 33″ ouest |       |
| Hôtel de Surcouf                                                      | Saint-Malo                       | Ille-et-Vilaine         | Bretagne                   | inscrit    | « PA00090819 », notice no PA00090819 | 48° 38′ 47″ nord, 2° 01′ 35″ ouest |       |
| Hôtel Baude du Val                                                    | Saint-Malo                       | Ille-et-Vilaine         | Bretagne                   | inscrit    | « PA00090826 », notice no PA00090826 | 48° 38′ 48″ nord, 2° 01′ 26″ ouest |       |
| Maison                                                                | Saint-Malo                       | Ille-et-Vilaine         | Bretagne                   | inscrit    | « PA00090862 », notice no PA00090862 | 48° 38′ 46″ nord, 2° 01′ 37″ ouest |       |
| Maison                                                                | Saint-Malo                       | Ille-et-Vilaine         | Bretagne                   | inscrit    | « PA00090863 », notice no PA00090863 | 48° 38′ 46″ nord, 2° 01′ 38″ ouest |       |
| Hôtel Hardy                                                           | Vitré                            | Ille-et-Vilaine         | Bretagne                   | classé     | « PA00090901 », notice no PA00090901 | 48° 07′ 29″ nord, 1° 12′ 41″ ouest |       |
| Maison                                                                | Vitré                            | Ille-et-Vilaine         | Bretagne                   | inscrit    | « PA00090951 », notice no PA00090951 | 48° 07′ 29″ nord, 1° 12′ 24″ ouest |       |
| Maison                                                                | Vitré                            | Ille-et-Vilaine         | Bretagne                   | inscrit    | « PA00090947 », notice no PA00090947 | 48° 07′ 29″ nord, 1° 12′ 26″ ouest |       |
| Maison                                                                | Vitré                            | Ille-et-Vilaine         | Bretagne                   | inscrit    | « PA00090952 », notice no PA00090952 | 48° 07′ 29″ nord, 1° 12′ 24″ ouest |       |
| Maison                                                                | Vitré                            | Ille-et-Vilaine         | Bretagne                   | inscrit    | « PA00090950 », notice no PA00090950 | 48° 07′ 28″ nord, 1° 12′ 24″ ouest |       |
| Maison                                                                | Vitré                            | Ille-et-Vilaine         | Bretagne                   | inscrit    | « PA00090943 », notice no PA00090943 | 48° 07′ 28″ nord, 1° 12′ 28″ ouest |       |
| Maison                                                                | Vitré                            | Ille-et-Vilaine         | Bretagne                   | inscrit    | « PA00090948 », notice no PA00090948 | 48° 07′ 28″ nord, 1° 12′ 25″ ouest |       |
| Château de Gargilesse-Dampierre                                       | Gargilesse-Dampierre             | Indre                   | Centre-Val de Loire        | classé     | « PA00097351 », notice no PA00097351 | 46° 30′ 47″ nord, 1° 35′ 48″ est   |       |
| Église Saint-Laurent de Neuvy-Pailloux                                | Neuvy-Pailloux                   | Indre                   | Centre-Val de Loire        | classé     | « PA00097407 », notice no PA00097407 | 46° 53′ 09″ nord, 1° 51′ 31″ est   |       |
| Château du Val d'Auray                                                | Azay-le-Rideau                   | Indre-et-Loire          | Centre-Val de Loire        | inscrit    | « PA00097548 », notice no PA00097548 | 47° 15′ 20″ nord, 0° 31′ 26″ est   |       |
| Château de Grillemont                                                 | La Chapelle-Blanche-Saint-Martin | Indre-et-Loire          | Centre-Val de Loire        | inscrit    | « PA00097635 », notice no PA00097635 | 47° 05′ 29″ nord, 0° 46′ 08″ est   |       |
| Château de Château-Renault                                            | Château-Renault                  | Indre-et-Loire          | Centre-Val de Loire        | inscrit    | « PA00097643 », notice no PA00097643 | 47° 35′ 33″ nord, 0° 54′ 35″ est   |       |
| Château de la Cour-au-Berruyer                                        | Cheillé                          | Indre-et-Loire          | Centre-Val de Loire        | classé     | « PA00097648 », notice no PA00097648 | 47° 15′ 25″ nord, 0° 24′ 36″ est   |       |
| Maison à tourelles                                                    | Chouzé-sur-Loire                 | Indre-et-Loire          | Centre-Val de Loire        | inscrit    | « PA00097692 », notice no PA00097692 | 47° 14′ 14″ nord, 0° 07′ 37″ est   |       |
| Château de Langeais                                                   | Langeais                         | Indre-et-Loire          | Centre-Val de Loire        | classé     | « PA00097795 », notice no PA00097795 | 47° 19′ 29″ nord, 0° 24′ 22″ est   |       |
| Hôtel de la Rallière                                                  | Preuilly-sur-Claise              | Indre-et-Loire          | Centre-Val de Loire        | inscrit    | « PA00097926 », notice no PA00097926 | 46° 51′ 12″ nord, 0° 55′ 56″ est   |       |
| Manoir de la Sagerie                                                  | Saint-Avertin                    | Indre-et-Loire          | Centre-Val de Loire        | inscrit    | « PA00098059 », notice no PA00098059 | 47° 21′ 22″ nord, 0° 42′ 32″ est   |       |
| Église Saint-Christophe de Saint-Christophe-sur-le-Nais               | Saint-Christophe-sur-le-Nais     | Indre-et-Loire          | Centre-Val de Loire        | classé     | « PA00098066 », notice no PA00098066 | 47° 37′ 02″ nord, 0° 28′ 40″ est   |       |
| Église Saint-Étienne de Saint-Étienne-de-Chigny                       | Saint-Étienne-de-Chigny          | Indre-et-Loire          | Centre-Val de Loire        | classé     | « PA00098076 », notice no PA00098076 | 47° 22′ 15″ nord, 0° 30′ 57″ est   |       |
| Halles de Sainte-Maure-de-Touraine                                    | Sainte-Maure-de-Touraine         | Indre-et-Loire          | Centre-Val de Loire        | inscrit    | « PA00098087 », notice no PA00098087 | 47° 06′ 47″ nord, 0° 37′ 18″ est   |       |
| Maison de Ronsard                                                     | Tours                            | Indre-et-Loire          | Centre-Val de Loire        | inscrit    | « PA00098241 », notice no PA00098241 | 47° 23′ 47″ nord, 0° 41′ 25″ est   |       |
| Hôtel Mame                                                            | Tours                            | Indre-et-Loire          | Centre-Val de Loire        | classé     | « PA00098174 », notice no PA00098174 | 47° 23′ 36″ nord, 0° 41′ 22″ est   |       |
| Maison de Bonaventure                                                 | Tours                            | Indre-et-Loire          | Centre-Val de Loire        | inscrit    | « PA00098242 », notice no PA00098242 | 47° 23′ 47″ nord, 0° 41′ 25″ est   |       |
| Maison natale de Berlioz                                              | La Côte-Saint-André              | Isère                   | Auvergne-Rhône-Alpes       | classé     | « PA00117147 », notice no PA00117147 | 45° 23′ 36″ nord, 5° 15′ 40″ est   |       |
| Château de Sassenage                                                  | Sassenage                        | Isère                   | Auvergne-Rhône-Alpes       | classé     | « PA00117279 », notice no PA00117279 | 45° 12′ 37″ nord, 5° 39′ 35″ est   |       |
| Remparts de Septème                                                   | Septème                          | Isère                   | Auvergne-Rhône-Alpes       | classé     | « PA00117287 », notice no PA00117287 | 45° 33′ 03″ nord, 5° 00′ 39″ est   |       |
| Maison d'Ernest Hébert                                                | La Tronche                       | Isère                   | Auvergne-Rhône-Alpes       | inscrit    | « PA00117298 », notice no PA00117298 | 45° 12′ 20″ nord, 5° 44′ 59″ est   |       |
| Mur romain                                                            | Vienne                           | Isère                   | Auvergne-Rhône-Alpes       | classé     | « PA00117341 », notice no PA00117341 | 45° 31′ 29″ nord, 4° 52′ 40″ est   |       |
| Immeuble                                                              | Dole                             | Jura                    | Bourgogne-Franche-Comté    | inscrit    | « PA00101858 », notice no PA00101858 | 47° 05′ 25″ nord, 5° 29′ 34″ est   |       |
| Fontaine de Moissey                                                   | Moissey                          | Jura                    | Bourgogne-Franche-Comté    | classé     | « PA00101956 », notice no PA00101956 | 47° 16′ 42″ nord, 5° 31′ 25″ est   |       |
| Donjon Lacataye                                                       | Mont-de-Marsan                   | Landes                  | Nouvelle-Aquitaine         | inscrit    | « PA00083975 », notice no PA00083975 | 43° 53′ 32″ nord, 0° 29′ 56″ ouest |       |
| Maison forte romane                                                   | Mont-de-Marsan                   | Landes                  | Nouvelle-Aquitaine         | inscrit    | « PA00083979 », notice no PA00083979 | 43° 53′ 33″ nord, 0° 29′ 59″ ouest |       |
| Ancienne chapelle romane                                              | Mont-de-Marsan                   | Landes                  | Nouvelle-Aquitaine         | inscrit    | « PA00083974 », notice no PA00083974 | 43° 53′ 33″ nord, 0° 29′ 56″ ouest |       |
| Remparts de Mont-de-Marsan et Maison de l'éclusier de Mont-de-Marsan  | Mont-de-Marsan                   | Landes                  | Nouvelle-Aquitaine         | inscrit    | « PA00083982 », notice no PA00083982 | 43° 53′ 34″ nord, 0° 29′ 53″ ouest |       |
| Église Saint-Michel de Sabres                                         | Sabres                           | Landes                  | Nouvelle-Aquitaine         | classé     | « PA00084003 », notice no PA00084003 | 44° 08′ 53″ nord, 0° 44′ 26″ ouest |       |
| Église Saint-Saturnin                                                 | Blois                            | Loir-et-Cher            | Centre-Val de Loire        | inscrit    | « PA00098344 », notice no PA00098344 | 47° 34′ 55″ nord, 1° 20′ 17″ est   |       |
| Fortifications                                                        | Blois                            | Loir-et-Cher            | Centre-Val de Loire        | inscrit    | « PA00098349 », notice no PA00098349 | 47° 35′ 06″ nord, 1° 19′ 53″ est   |       |
| Château d'Herbault                                                    | Neuvy                            | Loir-et-Cher            | Centre-Val de Loire        | inscrit    | « PA00098529 », notice no PA00098529 | 47° 33′ 00″ nord, 1° 34′ 18″ est   |       |
| Maison de Jean Papon                                                  | Le Crozet                        | Loire                   | Auvergne-Rhône-Alpes       | classé     | « PA00117476 », notice no PA00117476 | 46° 10′ 13″ nord, 3° 51′ 22″ est   |       |
| Croix du Casson                                                       | Margerie-Chantagret              | Loire                   | Auvergne-Rhône-Alpes       | classé     | « PA00117505 », notice no PA00117505 | 45° 31′ 21″ nord, 4° 03′ 50″ est   |       |
| Lycée Jean-Puy                                                        | Roanne                           | Loire                   | Auvergne-Rhône-Alpes       | inscrit    | « PA00117562 », notice no PA00117562 | 46° 02′ 14″ nord, 4° 04′ 15″ est   |       |
| Château de Châteauneuf-sur-Loire                                      | Châteauneuf-sur-Loire            | Loiret                  | Centre-Val de Loire        | classé     | « PA00098736 », notice no PA00098736 | 47° 51′ 51″ nord, 2° 13′ 00″ est   |       |
| Moulin à vent de Lignerolles                                          | Coinces                          | Loiret                  | Centre-Val de Loire        | classé     | « PA00098757 », notice no PA00098757 | 48° 01′ 52″ nord, 1° 42′ 10″ est   |       |
| Palais épiscopal                                                      | Orléans                          | Loiret                  | Centre-Val de Loire        | classé     | « PA00098848 », notice no PA00098848 | 47° 54′ 09″ nord, 1° 54′ 43″ est   |       |
| Église Saint-Pierre du Martroi                                        | Orléans                          | Loiret                  | Centre-Val de Loire        | classé     | « PA00098846 », notice no PA00098846 | 47° 54′ 08″ nord, 1° 54′ 21″ est   |       |
| Église Saint-Pierre de Rozoy-le-Vieil                                 | Rozoy-le-Vieil                   | Loiret                  | Centre-Val de Loire        | classé     | « PA00098996 », notice no PA00098996 | 48° 07′ 26″ nord, 2° 56′ 45″ est   |       |
| Église Saint-Pierre d'Autoire                                         | Autoire                          | Lot                     | Occitanie                  | inscrit    | « PA00094973 », notice no PA00094973 | 44° 51′ 14″ nord, 1° 49′ 13″ est   |       |
| Mairie d'Autoire                                                      | Autoire                          | Lot                     | Occitanie                  | inscrit    | « PA00094974 », notice no PA00094974 | 44° 51′ 13″ nord, 1° 49′ 12″ est   |       |
| Prieuré Saint-Jean de Catus                                           | Catus                            | Lot                     | Occitanie                  | inscrit    | « PA00095053 », notice no PA00095053 | 44° 33′ 22″ nord, 1° 20′ 09″ est   |       |
| Hôtel du Viguier                                                      | Figeac                           | Lot                     | Occitanie                  | inscrit    | « PA00095081 », notice no PA00095081 | 44° 36′ 34″ nord, 2° 02′ 07″ est   |       |
| Halles de Langogne                                                    | Langogne                         | Lozère                  | Occitanie                  | inscrit    | « PA00103829 », notice no PA00103829 | 44° 43′ 35″ nord, 3° 51′ 17″ est   |       |
| Maison                                                                | Prévenchères                     | Lozère                  | Occitanie                  | inscrit    | « PA00103902 », notice no PA00103902 | 44° 31′ 15″ nord, 3° 54′ 35″ est   |       |
| Château de Saint-Alban                                                | Saint-Alban-sur-Limagnole        | Lozère                  | Occitanie                  | classé     | « PA00103910 », notice no PA00103910 | 44° 46′ 54″ nord, 3° 23′ 21″ est   |       |
| Église Saint-Brice d'Ay                                               | Ay                               | Marne                   | Grand Est                  | classé     | « PA00078579 », notice no PA00078579 | 49° 03′ 20″ nord, 4° 00′ 11″ est   |       |
| Église Saint-Martin de Chavot                                         | Chavot-Courcourt                 | Marne                   | Grand Est                  | inscrit    | « PA00078665 », notice no PA00078665 | 49° 00′ 23″ nord, 3° 55′ 23″ est   |       |
| Église de la Nativité-de-la-Sainte-Vierge d'Humbauville               | Humbauville                      | Marne                   | Grand Est                  | classé     | « PA00078722 », notice no PA00078722 | 48° 39′ 32″ nord, 4° 24′ 58″ est   |       |
| Abbaye de Nesle-la-Reposte                                            | Nesle-la-Reposte                 | Marne                   | Grand Est                  | inscrit    | « PA00078749 », notice no PA00078749 | 48° 37′ 47″ nord, 3° 33′ 26″ est   |       |
| Hôtel de Ville de Sainte-Menehould                                    | Sainte-Menehould                 | Marne                   | Grand Est                  | inscrit    | « PA00078842 », notice no PA00078842 | 49° 05′ 34″ nord, 4° 53′ 56″ est   |       |
| Église Notre-Dame de Villers-en-Argonne                               | Villers-en-Argonne               | Marne                   | Grand Est                  | classé     | « PA00078903 », notice no PA00078903 | 49° 06′ 45″ nord, 4° 33′ 42″ est   |       |
| Maison des Arquebusiers                                               | Vitry-le-François                | Marne                   | Grand Est                  | classé     | « PA00078913 », notice no PA00078913 | 48° 43′ 28″ nord, 4° 35′ 07″ est   |       |
| Hôtel de ville de Vézelise                                            | Vézelise                         | Meurthe-et-Moselle      | Grand Est                  | classé     | « PA00106431 », notice no PA00106431 | 48° 29′ 14″ nord, 6° 05′ 16″ est   |       |
| Maison                                                                | Nettancourt                      | Meuse                   | Grand Est                  | inscrit    | « PA00106599 », notice no PA00106599 |                                    |       |
| Fontaine de Burgo                                                     | Grand-Champ                      | Morbihan                | Bretagne                   | classé     | « PA00091216 », notice no PA00091216 | 47° 45′ 10″ nord, 2° 48′ 36″ ouest |       |
| Lech de Langonbrach                                                   | Landaul                          | Morbihan                | Bretagne                   | classé     | « PA00091331 », notice no PA00091331 | 47° 44′ 31″ nord, 3° 07′ 07″ ouest |       |
| Lech de Pen-er-Pont                                                   | Locoal-Mendon                    | Morbihan                | Bretagne                   | classé     | « PA00091405 », notice no PA00091405 | 47° 42′ 18″ nord, 3° 07′ 44″ ouest |       |
| Remparts de Vannes                                                    | Vannes                           | Morbihan                | Bretagne                   | classé     | « PA00091806 », notice no PA00091806 | 47° 39′ 30″ nord, 2° 45′ 19″ ouest |       |
| Église Saint-Symphorien de Bazolles                                   | Bazolles                         | Nièvre                  | Bourgogne-Franche-Comté    | inscrit    | « PA00112802 », notice no PA00112802 | 47° 08′ 36″ nord, 3° 37′ 07″ est   |       |
| Château de Chitry-les-Mines                                           | Chitry-les-Mines                 | Nièvre                  | Bourgogne-Franche-Comté    | inscrit    | « PA00112846 », notice no PA00112846 | 47° 15′ 32″ nord, 3° 39′ 03″ est   |       |
| Tour Saint-Trohé                                                      | Nevers                           | Nièvre                  | Bourgogne-Franche-Comté    | inscrit    | « PA00112975 », notice no PA00112975 | 46° 59′ 34″ nord, 3° 10′ 04″ est   |       |
| Porte de Paris                                                        | Cambrai                          | Nord                    | Hauts-de-France            | classé     | « PA00107413 », notice no PA00107413 | 50° 10′ 16″ nord, 3° 13′ 54″ est   |       |
| Tour des Arquets                                                      | Cambrai                          | Nord                    | Hauts-de-France            | classé     | « PA00107415 », notice no PA00107415 | 50° 10′ 28″ nord, 3° 13′ 22″ est   |       |
| Hôtel de ville du Quesnoy                                             | Le Quesnoy                       | Nord                    | Hauts-de-France            | inscrit    | « PA00107778 », notice no PA00107778 | 50° 14′ 51″ nord, 3° 38′ 19″ est   |       |
| Église Saint-Martin d'Autheuil-en-Valois                              | Autheuil-en-Valois               | Oise                    | Hauts-de-France            | classé     | « PA00114486 », notice no PA00114486 | 49° 10′ 31″ nord, 3° 03′ 36″ est   |       |
| Église Saint-Vaast de Boran-sur-Oise                                  | Boran-sur-Oise                   | Oise                    | Hauts-de-France            | classé     | « PA00114534 », notice no PA00114534 | 49° 10′ 02″ nord, 2° 21′ 35″ est   |       |
| Hôtel de Vermandois                                                   | Senlis                           | Oise                    | Hauts-de-France            | classé     | « PA00114899 », notice no PA00114899 | 49° 12′ 26″ nord, 2° 35′ 08″ est   |       |
| Hôpital de la Charité                                                 | Senlis                           | Oise                    | Hauts-de-France            | classé     | « PA00114891 », notice no PA00114891 | 49° 12′ 11″ nord, 2° 34′ 57″ est   |       |
| Domaine de Valgenceuse                                                | Senlis                           | Oise                    | Hauts-de-France            | lassé M    | « PA00114886 », notice no PA00114886 | 49° 11′ 59″ nord, 2° 36′ 02″ est   |       |
| Château                                                               | Le Bourg-Saint-Léonard           | Orne                    | Normandie                  | classé     | « PA00110752 », notice no PA00110752 | 48° 46′ 03″ nord, 0° 06′ 07″ est   |       |
| Pierre de la croix carrée                                             | La Carneille                     | Orne                    | Normandie                  | inscrit    | « PA00110756 », notice no PA00110756 | 48° 45′ 27″ nord, 0° 28′ 22″ ouest |       |
| Hôpital Cochin                                                        | 14e arrondissement de Paris      | Paris                   | Île-de-France              | classé     | « PA00086616 », notice no PA00086616 | 48° 50′ 18″ nord, 2° 20′ 26″ est   |       |
| Hôtel Moufle de La Thuilerie                                          | 1er arrondissement de Paris      | Paris                   | Île-de-France              | classé     | « PA00085832 », notice no PA00085832 | 48° 52′ 02″ nord, 2° 19′ 49″ est   |       |
| Église Saint-Jacques-le-Majeur-et-Saint-Ignace                        | Aire-sur-la-Lys                  | Pas-de-Calais           | Hauts-de-France            | classé     | « PA00107936 », notice no PA00107936 | 50° 38′ 00″ nord, 2° 23′ 00″ est   |       |
| Anciennes portes d'Arras et de Saint-Omer                             | Aire-sur-la-Lys                  | Pas-de-Calais           | Hauts-de-France            | inscrit    | « PA00107944 », notice no PA00107944 | 50° 38′ 20″ nord, 2° 24′ 17″ est   |       |
| Maison                                                                | Arras                            | Pas-de-Calais           | Hauts-de-France            | inscrit    | « PA00108072 », notice no PA00108072 |                                    |       |
| Porte Méaulens                                                        | Arras                            | Pas-de-Calais           | Hauts-de-France            | inscrit    | « PA00107984 », notice no PA00107984 | 50° 17′ 43″ nord, 2° 46′ 17″ est   |       |
| Maison canoniale                                                      | Arras                            | Pas-de-Calais           | Hauts-de-France            | inscrit    | « PA00107980 », notice no PA00107980 | 50° 17′ 36″ nord, 2° 45′ 53″ est   |       |
| Maison des Sirènes                                                    | Arras                            | Pas-de-Calais           | Hauts-de-France            | inscrit    | « PA00107981 », notice no PA00107981 | 50° 17′ 26″ nord, 2° 46′ 24″ est   |       |
| Immeuble                                                              | Arras                            | Pas-de-Calais           | Hauts-de-France            | inscrit    | « PA00108074 », notice no PA00108074 | 50° 17′ 43″ nord, 2° 46′ 18″ est   |       |
| Église Saint-Piat de Courrières                                       | Courrières                       | Pas-de-Calais           | Hauts-de-France            | classé     | « PA00108260 », notice no PA00108260 | 50° 27′ 25″ nord, 2° 56′ 53″ est   |       |
| Église Sainte-Austreberte de Montreuil                                | Montreuil                        | Pas-de-Calais           | Hauts-de-France            | inscrit    | « PA00108355 », notice no PA00108355 | 50° 27′ 54″ nord, 1° 45′ 54″ est   |       |
| Collège des Jésuites wallons                                          | Saint-Omer                       | Pas-de-Calais           | Hauts-de-France            | classé     | « PA00108405 », notice no PA00108405 | 50° 44′ 52″ nord, 2° 15′ 23″ est   |       |
| Croix de Beurières                                                    | Beurières                        | Puy-de-Dôme             | Auvergne-Rhône-Alpes       | inscrit    | « PA00091901 », notice no PA00091901 | 45° 26′ 21″ nord, 3° 46′ 29″ est   |       |
| Église Saint-Paul de Chamalières                                      | Chamalières                      | Puy-de-Dôme             | Auvergne-Rhône-Alpes       | inscrit    | « PA00091935 », notice no PA00091935 |                                    |       |
| Manoir de Beaulieu                                                    | Chamalières                      | Puy-de-Dôme             | Auvergne-Rhône-Alpes       | inscrit    | « PA00091937 », notice no PA00091937 | 45° 46′ 44″ nord, 3° 04′ 03″ est   |       |
| Croix de Gironde                                                      | Châteldon                        | Puy-de-Dôme             | Auvergne-Rhône-Alpes       | inscrit    | « PA00091966 », notice no PA00091966 | 45° 58′ 20″ nord, 3° 31′ 43″ est   |       |
| Maison                                                                | Riom                             | Puy-de-Dôme             | Auvergne-Rhône-Alpes       | inscrit    | « PA00092312 », notice no PA00092312 | 45° 53′ 40″ nord, 3° 06′ 49″ est   |       |
| Château de Bidache                                                    | Bidache                          | Pyrénées-Atlantiques    | Nouvelle-Aquitaine         | classé     | « PA00084358 », notice no PA00084358 | 43° 29′ 15″ nord, 1° 08′ 18″ ouest |       |
| Vieux Pont                                                            | Orthez                           | Pyrénées-Atlantiques    | Nouvelle-Aquitaine         | classé     | « PA00084478 », notice no PA00084478 | 43° 29′ 11″ nord, 0° 46′ 37″ ouest |       |
| Château d'Albigny-sur-Saône                                           | Albigny-sur-Saône                | Rhône                   | Auvergne-Rhône-Alpes       | inscrit    | « PA00117703 », notice no PA00117703 | 45° 51′ 59″ nord, 4° 49′ 51″ est   |       |
| Couvent des Carmélites                                                | 1er arrondissement de Lyon       | Rhône                   | Auvergne-Rhône-Alpes       | inscrit    | « PA00117790 », notice no PA00117790 | 45° 46′ 18″ nord, 4° 49′ 40″ est   |       |
| Voie romaine                                                          | Thizy-les-Bourgs                 | Rhône                   | Auvergne-Rhône-Alpes       | classé     | « PA00117995 », notice no PA00117995 | 46° 04′ 22″ nord, 4° 20′ 46″ est   |       |
| Église Saint-Jean                                                     | Autun                            | Saône-et-Loire          | Bourgogne-Franche-Comté    | inscrit    | « PA00113075 », notice no PA00113075 | 46° 57′ 31″ nord, 4° 18′ 01″ est   |       |
| Chapelle Saint-Antoine-et-Sainte-Françoise de Corlay                  | Nanton                           | Saône-et-Loire          | Bourgogne-Franche-Comté    | inscrit    | « PA00113374 », notice no PA00113374 | 46° 36′ 18″ nord, 4° 49′ 55″ est   |       |
| Église Saint-Pierre de Rosey                                          | Rosey                            | Saône-et-Loire          | Bourgogne-Franche-Comté    | inscrit    | « PA00113405 », notice no PA00113405 | 46° 44′ 52″ nord, 4° 42′ 28″ est   |       |
| Vieux clocher roman de Saint-Martin-Belle-Roche                       | Saint-Martin-Belle-Roche         | Saône-et-Loire          | Bourgogne-Franche-Comté    | inscrit    | « PA00113447 », notice no PA00113447 | 46° 22′ 52″ nord, 4° 51′ 25″ est   |       |
| Gisement préhistorique de Solutré                                     | Solutré-Pouilly                  | Saône-et-Loire          | Bourgogne-Franche-Comté    | inscrit    | « PA00113481 », notice no PA00113481 | 46° 17′ 52″ nord, 4° 43′ 11″ est   |       |
| Psalette                                                              | Le Mans                          | Sarthe                  | Pays de la Loire           | classé     | « PA00109851 », notice no PA00109851 | 48° 00′ 34″ nord, 0° 11′ 57″ est   |       |
| Hôtel de ville d'Aix-les-Bains                                        | Aix-les-Bains                    | Savoie                  | Auvergne-Rhône-Alpes       | classé     | « PA00118171 », notice no PA00118171 | 45° 41′ 19″ nord, 5° 54′ 53″ est   |       |
| Croix des Brigands                                                    | Chambéry                         | Savoie                  | Auvergne-Rhône-Alpes       | inscrit    | « PA00118229 », notice no PA00118229 | 45° 33′ 51″ nord, 5° 54′ 38″ est   |       |
| Église Saints-Pierre-et-Paul de Chaumes-en-Brie                       | Chaumes-en-Brie                  | Seine-et-Marne          | Île-de-France              | classé     | « PA00086885 », notice no PA00086885 | 48° 39′ 58″ nord, 2° 50′ 32″ est   |       |
| Abbaye de Jouy                                                        | Chenoise                         | Seine-et-Marne          | Île-de-France              | classé     | « PA00086888 », notice no PA00086888 | 48° 38′ 50″ nord, 3° 12′ 21″ est   |       |
| Château de La Grange-Bléneau                                          | Courpalay                        | Seine-et-Marne          | Île-de-France              | inscrit    | « PA00086910 », notice no PA00086910 | 48° 39′ 42″ nord, 2° 56′ 56″ est   |       |
| Château de Jossigny                                                   | Jossigny                         | Seine-et-Marne          | Île-de-France              | classé     | « PA00087036 », notice no PA00087036 | 48° 50′ 14″ nord, 2° 45′ 13″ est   |       |
| Église Saints-Pierre-et-Paul de Jouarre                               | Jouarre                          | Seine-et-Marne          | Île-de-France              | inscrit    | « PA00087040 », notice no PA00087040 | 48° 55′ 39″ nord, 3° 07′ 52″ est   |       |
| Église Saint-Médard de Lizy-sur-Ourcq                                 | Lizy-sur-Ourcq                   | Seine-et-Marne          | Île-de-France              | inscrit    | « PA00087062 », notice no PA00087062 | 49° 01′ 30″ nord, 3° 01′ 08″ est   |       |
| Prison de Montereau-Fault-Yonne                                       | Montereau-Fault-Yonne            | Seine-et-Marne          | Île-de-France              | inscrit    | « PA00087124 », notice no PA00087124 | 48° 23′ 17″ nord, 2° 57′ 37″ est   |       |
| Remparts                                                              | Provins                          | Seine-et-Marne          | Île-de-France              | classé     | « PA00087247 », notice no PA00087247 | 48° 33′ 39″ nord, 3° 16′ 53″ est   |       |
| Maison canoniale                                                      | Provins                          | Seine-et-Marne          | Île-de-France              | inscrit    | « PA00087233 », notice no PA00087233 | 48° 33′ 40″ nord, 3° 17′ 29″ est   |       |
| Maladrerie de Closebarde                                              | Sainte-Colombe                   | Seine-et-Marne          | Île-de-France              | inscrit    | « PA00087268 », notice no PA00087268 | 48° 32′ 01″ nord, 3° 15′ 25″ est   |       |
| Église Saint-Eustache de La Feuillie                                  | La Feuillie                      | Seine-Maritime          | Normandie                  | inscrit    | « PA00100664 », notice no PA00100664 | 49° 27′ 51″ nord, 1° 30′ 55″ est   |       |
| Immeuble                                                              | Rouen                            | Seine-Maritime          | Normandie                  | inscrit    | « PA00100893 », notice no PA00100893 | 49° 26′ 29″ nord, 1° 06′ 01″ est   |       |
| Église Saint-Sulpice                                                  | Aulnay-sous-Bois                 | Seine-Saint-Denis       | Île-de-France              | classé     | « PA00079928 », notice no PA00079928 | 48° 56′ 27″ nord, 2° 29′ 51″ est   |       |
| Église Saint-Denis d'Hallencourt                                      | Hallencourt                      | Somme                   | Hauts-de-France            | classé     | « PA00116171 », notice no PA00116171 | 49° 59′ 35″ nord, 1° 52′ 37″ est   |       |
| Calvaire de Thoix                                                     | Thoix                            | Somme                   | Hauts-de-France            | classé     | « PA00116256 », notice no PA00116256 | 49° 42′ 17″ nord, 2° 04′ 04″ est   |       |
| Fontaine de Griffoul                                                  | Gaillac                          | Tarn                    | Occitanie                  | classé     | « PA00095559 », notice no PA00095559 | 43° 53′ 55″ nord, 1° 53′ 48″ est   |       |
| Croix de cimetière de Graissac                                        | Lautrec                          | Tarn                    | Occitanie                  | inscrit    | « PA00095583 », notice no PA00095583 | 43° 44′ 05″ nord, 2° 08′ 24″ est   |       |
| Abbaye de Beaulieu                                                    | Ginals                           | Tarn-et-Garonne         | Occitanie                  | classé     | « PA00095750 », notice no PA00095750 | 44° 12′ 37″ nord, 1° 51′ 13″ est   |       |
| Abbaye Saint-Pierre de Moissac                                        | Moissac                          | Tarn-et-Garonne         | Occitanie                  | classé     | « PA00095785 », notice no PA00095785 | 44° 06′ 19″ nord, 1° 05′ 04″ est   |       |
| Château de Villette                                                   | Condécourt                       | Val-d'Oise              | Île-de-France              | classé     | « PA00080031 », notice no PA00080031 | 49° 01′ 55″ nord, 1° 56′ 22″ est   |       |
| Monument Ecce Homo                                                    | Cormeilles-en-Vexin              | Val-d'Oise              | Île-de-France              | classé     | « PA00080035 », notice no PA00080035 | 49° 07′ 15″ nord, 2° 01′ 10″ est   |       |
| Puits gallo-romain de Courcelles-sur-Viosne                           | Courcelles-sur-Viosne            | Val-d'Oise              | Île-de-France              | inscrit    | « PA00080037 », notice no PA00080037 | 49° 04′ 35″ nord, 1° 59′ 19″ est   |       |
| Pavillons de garde                                                    | Eaubonne                         | Val-d'Oise              | Île-de-France              | inscrit    | « PA00080044 », notice no PA00080044 | 48° 59′ 30″ nord, 2° 16′ 26″ est   |       |
| Petit château d'Eaubonne                                              | Eaubonne                         | Val-d'Oise              | Île-de-France              | inscrit    | « PA00080041 », notice no PA00080041 | 48° 59′ 26″ nord, 2° 16′ 25″ est   |       |
| Château d'Ennery                                                      | Ennery                           | Val-d'Oise              | Île-de-France              | classé     | « PA00080048 », notice no PA00080048 | 49° 04′ 40″ nord, 2° 06′ 13″ est   |       |
| Croix de cimetière de Gadancourt                                      | Gadancourt                       | Val-d'Oise              | Île-de-France              | classé     | « PA00080063 », notice no PA00080063 | 49° 05′ 54″ nord, 1° 51′ 23″ est   |       |
| Église Saint-Nicolas de Guiry-en-Vexin                                | Guiry-en-Vexin                   | Val-d'Oise              | Île-de-France              | classé     | « PA00080085 », notice no PA00080085 | 49° 06′ 33″ nord, 1° 51′ 05″ est   |       |
| Château de Guiry                                                      | Guiry-en-Vexin                   | Val-d'Oise              | Île-de-France              | inscrit    | « PA00080082 », notice no PA00080082 | 49° 06′ 29″ nord, 1° 51′ 03″ est   |       |
| Église Saint-Éloi de Roissy-en-France                                 | Roissy-en-France                 | Val-d'Oise              | Île-de-France              | classé     | « PA00080186 », notice no PA00080186 | 49° 00′ 02″ nord, 2° 30′ 55″ est   |       |
| Église Saint-François-de-Paule de Toulon                              | Toulon                           | Var                     | Provence-Alpes-Côte d'Azur | classé     | « PA00081750 », notice no PA00081750 | 43° 07′ 11″ nord, 5° 56′ 01″ est   |       |
| Immeuble                                                              | Avignon                          | Vaucluse                | Provence-Alpes-Côte d'Azur | inscrit    | « PA00081884 », notice no PA00081884 | 43° 57′ 03″ nord, 4° 48′ 21″ est   |       |
| Immeubles                                                             | Avignon                          | Vaucluse                | Provence-Alpes-Côte d'Azur | inscrit    | « PA00081883 », notice no PA00081883 | 43° 57′ 01″ nord, 4° 48′ 22″ est   |       |
| Immeubles                                                             | Avignon                          | Vaucluse                | Provence-Alpes-Côte d'Azur | inscrit    | « PA00081886 », notice no PA00081886 | 43° 57′ 04″ nord, 4° 48′ 20″ est   |       |
| Chapelle Notre-Dame de La Bastide-des-Jourdans                        | La Bastide-des-Jourdans          | Vaucluse                | Provence-Alpes-Côte d'Azur | classé     | « PA00081959 », notice no PA00081959 | 43° 47′ 02″ nord, 5° 38′ 11″ est   |       |
| Site gallo-romain de la colline du Puymin                             | Vaison-la-Romaine                | Vaucluse                | Provence-Alpes-Côte d'Azur | classé     | « PA00082187 », notice no PA00082187 | 44° 14′ 34″ nord, 5° 04′ 31″ est   |       |
| Maison à arcades                                                      | Fontenay-le-Comte                | Vendée                  | Pays de la Loire           | inscrit    | « PA00110114 », notice no PA00110114 | 46° 28′ 02″ nord, 0° 48′ 20″ ouest |       |
| Immeuble                                                              | Fontenay-le-Comte                | Vendée                  | Pays de la Loire           | inscrit    | « PA00110107 », notice no PA00110107 | 46° 28′ 02″ nord, 0° 48′ 20″ ouest |       |
| Immeuble                                                              | Fontenay-le-Comte                | Vendée                  | Pays de la Loire           | classé     | « PA00110108 », notice no PA00110108 | 46° 28′ 02″ nord, 0° 48′ 20″ ouest |       |
| Immeuble                                                              | Fontenay-le-Comte                | Vendée                  | Pays de la Loire           | inscrit    | « PA00110106 », notice no PA00110106 | 46° 28′ 02″ nord, 0° 48′ 19″ ouest |       |
| Maison à arcades                                                      | Fontenay-le-Comte                | Vendée                  | Pays de la Loire           | inscrit    | « PA00110115 », notice no PA00110115 | 46° 28′ 02″ nord, 0° 48′ 20″ ouest |       |
| Immeuble                                                              | Fontenay-le-Comte                | Vendée                  | Pays de la Loire           | inscrit    | « PA00110105 », notice no PA00110105 | 46° 28′ 02″ nord, 0° 48′ 19″ ouest |       |
| Église Notre-Dame-de-l'Assomption de Vouvant                          | Vouvant                          | Vendée                  | Pays de la Loire           | classé     | « PA00110287 », notice no PA00110287 | 46° 34′ 19″ nord, 0° 46′ 11″ ouest |       |
| Église Notre-Dame de Châtellerault                                    | Châtellerault                    | Vienne                  | Nouvelle-Aquitaine         | inscrit    | « PA00105399 », notice no PA00105399 | 46° 48′ 51″ nord, 0° 32′ 45″ est   |       |
| Église Saint-Jean-Baptiste de Chiré-en-Montreuil                      | Chiré-en-Montreuil               | Vienne                  | Nouvelle-Aquitaine         | inscrit    | « PA00105421 », notice no PA00105421 | 46° 38′ 19″ nord, 0° 07′ 34″ est   |       |
| Église Notre-Dame-d'Or de La Grimaudière                              | La Grimaudière                   | Vienne                  | Nouvelle-Aquitaine         | classé     | « PA00105464 », notice no PA00105464 | 46° 49′ 01″ nord, 0° 01′ 27″ est   |       |
| Maison du Brouard                                                     | Montmorillon                     | Vienne                  | Nouvelle-Aquitaine         | inscrit    | « PA00105552 », notice no PA00105552 | 46° 25′ 34″ nord, 0° 52′ 00″ est   |       |
| Montjoie de Montmorillon                                              | Montmorillon                     | Vienne                  | Nouvelle-Aquitaine         | classé     | « PA00105553 », notice no PA00105553 |                                    |       |
| Donjon de La Roche-Posay                                              | La Roche-Posay                   | Vienne                  | Nouvelle-Aquitaine         | classé     | « PA00105668 », notice no PA00105668 | 46° 47′ 13″ nord, 0° 48′ 53″ est   |       |
| Église Notre-Dame-de-l'Assomption                                     | Coussey                          | Vosges                  | Grand Est                  | classé     | « PA00107123 », notice no PA00107123 | 48° 24′ 32″ nord, 5° 40′ 57″ est   |       |
| Croix de Révillon                                                     | Saint-Étienne-lès-Remiremont     | Vosges                  | Grand Est                  | inscrit    | « PA00107261 », notice no PA00107261 | 48° 00′ 12″ nord, 6° 36′ 55″ est   |       |
| Château de Maulnes                                                    | Cruzy-le-Châtel                  | Yonne                   | Bourgogne-Franche-Comté    | classé     | « PA00113666 », notice no PA00113666 | 47° 53′ 25″ nord, 4° 12′ 53″ est   |       |
| Site archéologique des Fontaines Salées                               | Foissy-lès-Vézelay               | Yonne                   | Bourgogne-Franche-Comté    | classé     | « PA00113688 », notice no PA00113688 | 47° 26′ 57″ nord, 3° 46′ 39″ est   |       |
| Maison de bois de Joigny dite Maison du bailliage                     | Joigny                           | Yonne                   | Bourgogne-Franche-Comté    | classé     | « PA00113713 », notice no PA00113713 | 47° 58′ 58″ nord, 3° 23′ 51″ est   |       |
| Porte du Bois de Joigny                                               | Joigny                           | Yonne                   | Bourgogne-Franche-Comté    | classé     | « PA00113716 », notice no PA00113716 | 47° 59′ 05″ nord, 3° 23′ 46″ est   |       |
| Abbaye de Pontigny                                                    | Pontigny                         | Yonne                   | Bourgogne-Franche-Comté    | classé     | « PA00113788 », notice no PA00113788 | 47° 54′ 35″ nord, 3° 42′ 49″ est   |       |
| Chapelle Saint-Léonard-et-Saint-Martin                                | Croissy-sur-Seine                | Yvelines                | Île-de-France              | inscrit    | « PA00087417 », notice no PA00087417 | 48° 52′ 41″ nord, 2° 09′ 11″ est   |       |
| Maison royale de Saint-Louis                                          | Saint-Cyr-l'École                | Yvelines                | Île-de-France              | classé     | « PA00087599 », notice no PA00087599 | 48° 48′ 02″ nord, 2° 03′ 58″ est   |       |
| Croix de Noailles                                                     | Saint-Germain-en-Laye            | Yvelines                | Île-de-France              | classé     | « PA00087608 », notice no PA00087608 | 48° 56′ 22″ nord, 2° 05′ 47″ est   |       |
| Ecurie de Madame du Barry                                             | Versailles                       | Yvelines                | Île-de-France              | classé     | « PA00087764 », notice no PA00087764 | 48° 48′ 05″ nord, 2° 08′ 05″ est   |       |

## Monuments radiés
| Édifice            | Commune | Département | Région               | Protection                 | Base Mérimée                         | Coordonnées                      | Image |
| ------------------ | ------- | ----------- | -------------------- | -------------------------- | ------------------------------------ | -------------------------------- | ----- |
| Château de Roffiac | Roffiac | Cantal      | Auvergne-Rhône-Alpes | classé (1942) Radié (2018) | « PA00093588 », notice no PA00093588 | 45° 03′ 07″ nord, 3° 02′ 21″ est |       |